# Europees kampioenschap volleybal mannen 2011
Het Europees kampioenschap volleybal mannen 2011 werd van 10 tot en met 18 september georganiseerd door de Europese volleybalfederatie (CEV) in Oostenrijk en Tsjechië.
Oostenrijk en Tsjechië werden als organisator aangewezen in concurrentie met de kandidatuur van Bulgarije-Griekenland, Denemarken, Frankrijk en Nederland.
Servië veroverde voor de eerste maal de Europese titel.

## Opzet
Oostenrijk en Tsjechië waren als gastland automatisch geplaatst. Ook de top-5 van het EK van 2009 waren rechtstreeks geplaatst. De overige negen deelnemende landen dienden zich via kwalificatie voor dit EK te plaatsen.
In de eerste ronde werden de zestien deelnemende ploegen onderverdeeld in vier groepen. De top-3 van elke groep stroomde door naar de eindfase. De vier eerste landen plaatsten zich direct voor de kwartfinale, de nummers 2 en 3 van elke groep speelden in een tussenronde voor de overige vier plaatsen.

## Speelsteden
| Oostenrijk                                                   | Tsjechië                                 |
| ------------------------------------------------------------ | ---------------------------------------- |
| Innsbruck (Olympiaworld Innsbruck) Wenen (Wiener Stadthalle) | Karlovy Vary (KV Arena) Praag (O2 Arena) |

## Deelname
| Gastlanden          | Via EK 2009                              | Groepswinnaars kwalificatie                          | Via play-off           |
| ------------------- | ---------------------------------------- | ---------------------------------------------------- | ---------------------- |
| Oostenrijk Tsjechië | Bulgarije Frankrijk Polen Rusland Servië | Duitsland Finland Italië Portugal Slovenië Slowakije | België Estland Turkije |

## Groepsfase

### Groep A
|      |            |     | Wedstrijden | Wedstrijden | Sets | Sets | Sets  | Set punten | Set punten | Set punten |
| Rank | Team       | Pts | W           | L           | W    | L    | Ratio | W          | L          | Ratio      |
| ---- | ---------- | --- | ----------- | ----------- | ---- | ---- | ----- | ---------- | ---------- | ---------- |
| 1    | Servië     | 9   | 3           | 0           | 9    | 1    | 9.000 | 248        | 185        | 1.341      |
| 2    | Slovenië   | 5   | 2           | 1           | 7    | 5    | 1.400 | 255        | 262        | 0.973      |
| 3    | Turkije    | 4   | 1           | 2           | 5    | 6    | 0.833 | 232        | 238        | 0.975      |
| 4    | Oostenrijk | 0   | 0           | 3           | 0    | 9    | 0.000 | 175        | 225        | 0.778      |

| Datum        |            | Score |            | Set 1 | Set 2 | Set 3 | Set 4 | Set 5 | Totaal  |
| ------------ | ---------- | ----- | ---------- | ----- | ----- | ----- | ----- | ----- | ------- |
| 10 sep 15:30 | Slovenië   | 3–0   | Oostenrijk | 25-20 | 25-21 | 25-20 |       |       | 75-61   |
| 10 sep 20:00 | Servië     | 3–0   | Turkije    | 25-16 | 25-18 | 25-20 |       |       | 75-54   |
| 11 sep 15:30 | Slovenië   | 1–3   | Servië     | 9-25  | 23-25 | 25-23 | 23-25 |       | 80-98   |
| 11 sep 20:10 | Oostenrijk | 0–3   | Turkije    | 21-25 | 22-25 | 20-25 |       |       | 63-75   |
| 12 sep 15:30 | Turkije    | 2–3   | Slovenië   | 18-25 | 23-25 | 25-16 | 25-19 | 12-15 | 103-100 |
| 12 sep 20:10 | Oostenrijk | 0–3   | Servië     | 16-25 | 19-25 | 16-25 |       |       | 51-75   |

### Groep B
|      |          |     | Wedstrijden | Wedstrijden | Sets | Sets | Sets  | Set punten | Set punten | Set punten |
| Rank | Team     | Pts | W           | L           | W    | L    | Ratio | W          | L          | Ratio      |
| ---- | -------- | --- | ----------- | ----------- | ---- | ---- | ----- | ---------- | ---------- | ---------- |
| 1    | Rusland  | 6   | 2           | 0           | 6    | 1    | 6.000 | 173        | 128        | 1.352      |
| 2    | Tsjechië | 5   | 2           | 1           | 6    | 5    | 1.200 | 232        | 228        | 1.018      |
| 3    | Estland  | 3   | 1           | 2           | 3    | 6    | 0.500 | 182        | 212        | 0.858      |
| 4    | Portugal | 1   | 0           | 3           | 3    | 9    | 0.333 | 236        | 279        | 0.846      |

| Datum        |          | Score |          | Set 1 | Set 2 | Set 3 | Set 4 | Set 5 | Totaal |
| ------------ | -------- | ----- | -------- | ----- | ----- | ----- | ----- | ----- | ------ |
| 10 sep 15:00 | Rusland  | 3-0   | Estland  | 25-17 | 25-19 | 25-17 |       |       | 75-53  |
| 10 sep 18:00 | Portugal | 2-3   | Tsjechië | 20-25 | 25-20 | 25-21 | 16-25 | 13-15 | 99-106 |
| 11 sep 15:00 | Portugal | 1-3   | Rusland  | 15-25 | 25-23 | 22-25 | 13-25 |       | 75-98  |
| 11 sep 18:00 | Tsjechië | 3-0   | Estland  | 25-20 | 25-14 | 25-20 |       |       | 75-54  |
| 12 sep 15:00 | Estland  | 3-0   | Portugal | 25-23 | 25-17 | 25-22 |       |       | 75-62  |
| 12 sep 18:00 | Tsjechië | 0-3   | Rusland  | 19-25 | 14-25 | 18-25 |       |       | 51-75  |

### Groep C
|      |           |     | Wedstrijden | Wedstrijden | Sets | Sets | Sets  | Set punten | Set punten | Set punten |
| Rank | Team      | Pts | W           | L           | W    | L    | Ratio | W          | L          | Ratio      |
| ---- | --------- | --- | ----------- | ----------- | ---- | ---- | ----- | ---------- | ---------- | ---------- |
| 1    | Italië    | 7   | 2           | 1           | 8    | 4    | 2.000 | 280        | 267        | 1.049      |
| 2    | Frankrijk | 5   | 2           | 1           | 7    | 6    | 1.167 | 323        | 312        | 1.035      |
| 3    | Finland   | 3   | 1           | 2           | 4    | 6    | 0.667 | 238        | 243        | 0.979      |
| 4    | België    | 3   | 1           | 2           | 4    | 7    | 0.571 | 266        | 285        | 0.933      |

| Datum        |           | Score |           | Set 1 | Set 2 | Set 3 | Set 4 | Set 5 | Totaal  |
| ------------ | --------- | ----- | --------- | ----- | ----- | ----- | ----- | ----- | ------- |
| 10 sep 15:00 | Frankrijk | 3-1   | Finland   | 25-14 | 17-25 | 31-29 | 28-26 |       | 101-94  |
| 10 sep 18:00 | België    | 1-3   | Italië    | 25-22 | 18-25 | 27-29 | 15-25 |       | 85-101  |
| 11 sep 15:00 | België    | 3-1   | Frankrijk | 31-29 | 34-36 | 25-20 | 26-24 |       | 116-109 |
| 11 sep 18:00 | Italië    | 3-0   | Finland   | 25-23 | 27-25 | 25-21 |       |       | 77-69   |
| 12 sep 16:00 | Finland   | 3-0   | België    | 25-21 | 25-22 | 25-22 |       |       | 75-65   |
| 12 sep 19:00 | Italië    | 2-3   | Frankrijk | 28-26 | 25-22 | 17-25 | 21-25 | 11-15 | 102-113 |

### Groep D
|      |           |     | Wedstrijden | Wedstrijden | Sets | Sets | Sets  | Set punten | Set punten | Set punten |
| Rank | Team      | Pts | W           | L           | W    | L    | Ratio | W          | L          | Ratio      |
| ---- | --------- | --- | ----------- | ----------- | ---- | ---- | ----- | ---------- | ---------- | ---------- |
| 1    | Slowakije | 8   | 3           | 0           | 9    | 4    | 2.250 | 313        | 300        | 1.043      |
| 2    | Bulgarije | 7   | 2           | 1           | 8    | 5    | 1.600 | 310        | 295        | 1.051      |
| 3    | Polen     | 3   | 1           | 2           | 5    | 7    | 0.714 | 276        | 278        | 0.993      |
| 4    | Duitsland | 0   | 0           | 3           | 3    | 9    | 0.333 | 274        | 300        | 0.913      |

| Datum        |           | Score |           | Set 1 | Set 2 | Set 3 | Set 4 | Set 5 | Totaal  |
| ------------ | --------- | ----- | --------- | ----- | ----- | ----- | ----- | ----- | ------- |
| 10 sep 15:00 | Slowakije | 3-2   | Bulgarije | 26-24 | 27-25 | 24-26 | 19-25 | 17-15 | 113-115 |
| 10 sep 18:00 | Duitsland | 1-3   | Polen     | 19-25 | 20-25 | 25-22 | 22-25 |       | 86-97   |
| 11 sep 15:00 | Duitsland | 1-3   | Slowakije | 23-25 | 26-24 | 24-26 | 25-27 |       | 98-102  |
| 11 sep 18:00 | Polen     | 1-3   | Bulgarije | 25-19 | 22-25 | 22-25 | 23-25 |       | 92-94   |
| 12 sep 15:00 | Bulgarije | 3-1   | Duitsland | 25-16 | 25-27 | 26-24 | 25-23 |       | 101-90  |
| 12 sep 18:00 | Polen     | 1-3   | Slowakije | 25-23 | 21-25 | 18-25 | 23-25 |       | 87-98   |

## Eindfase

### Tussenronde
| Datum | Tijd  | Land      | Uitslag | Land    | Set 1 | Set 2 | Set 3 | Set 4 | Set 5 |
| ----- | ----- | --------- | ------- | ------- | ----- | ----- | ----- | ----- | ----- |
| 14/09 | 15:00 | Bulgarije | 3-0     | Estland | 25-20 | 25-23 | 25-22 |       |       |
| 14/09 | 15:30 | Frankrijk | 3-1     | Turkije | 25-19 | 25-23 | 19-25 | 25-21 |       |
| 14/09 | 18:00 | Tsjechië  | 1-3     | Polen   | 23-25 | 25-22 | 29-31 | 18-25 |       |
| 14/09 | 20:10 | Slovenië  | 2-3     | Finland | 18-25 | 25-21 | 23-25 | 25-18 | 12-15 |

### Kwartfinale
| Datum | Tijd  | Land      | Uitslag | Land      | Set 1 | Set 2 | Set 3 | Set 4 | Set 5 |
| ----- | ----- | --------- | ------- | --------- | ----- | ----- | ----- | ----- | ----- |
| 15/09 | 15:00 | Slowakije | 0-3     | Polen     | 23-25 | 17-25 | 19-25 |       |       |
| 15/09 | 16:00 | Italië    | 3-1     | Finland   | 25-18 | 25-20 | 29-31 | 25-21 |       |
| 15/09 | 18:00 | Rusland   | 3-1     | Bulgarije | 22-25 | 25-19 | 25-18 | 25-19 |       |
| 15/09 | 19:00 | Servië    | 3-1     | Frankrijk | 32-30 | 25-20 | 23-25 | 26-24 |       |

### Halve finale
| Datum | Tijd  | Land   | Uitslag | Land    | Set 1 | Set 2 | Set 3 | Set 4 | Set 5 |
| ----- | ----- | ------ | ------- | ------- | ----- | ----- | ----- | ----- | ----- |
| 17/09 | 15:00 | Italië | 3-0     | Polen   | 25-22 | 25-21 | 25-20 |       |       |
| 17/09 | 18:00 | Servië | 3-2     | Rusland | 25-23 | 17-25 | 22-25 | 33-31 | 15-13 |

### 3e/4e plaats
| Datum | Tijd  | Land  | Uitslag | Land    | Set 1 | Set 2 | Set 3 | Set 4 | Set 5 |
| ----- | ----- | ----- | ------- | ------- | ----- | ----- | ----- | ----- | ----- |
| 18/09 | 15:00 | Polen | 3-1     | Rusland | 25-23 | 18-25 | 25-21 | 25-19 |       |

### Finale
| Datum | Tijd  | Land   | Uitslag | Land   | Set 1 | Set 2 | Set 3 | Set 4 | Set 5 |
| ----- | ----- | ------ | ------- | ------ | ----- | ----- | ----- | ----- | ----- |
| 18/09 | 18:00 | Italië | 1-3     | Servië | 25-17 | 20-25 | 23-25 | 24-26 |       |

## Eindrangschikking
| Rang   | Land       |
| ------ | ---------- |
| Goud   | Servië     |
| Zilver | Italië     |
| Brons  | Polen      |
| 4      | Rusland    |
| 5      | Slowakije  |
| 6      | Bulgarije  |
| 7      | Frankrijk  |
| 8      | Finland    |
| 9      | Slovenië   |
| 10     | Tsjechië   |
| 11     | Turkije    |
| 12     | Estland    |
| 13     | België     |
| 14     | Portugal   |
| 15     | Duitsland  |
| 16     | Oostenrijk |

## Organisatie
De organisatie ontving een subsidie van € 700.000 (waarvan € 350.000 in 2010 en € 350.000 in 2011) vanuit de federale overheid van Oostenrijk, in het kader van een subsidieregeling voor grote sportevenementen.
1948 · 
1950 · 
1951 · 
1955 · 
1958 · 
1963 · 
1967 · 
1971 · 
1975 · 
1977 · 
1979 · 
1981 · 
1983 · 
1985 · 
1987 · 
1989 · 
1991 · 
1993 · 
1995 · 
1997 · 
1999 · 
2001 · 
2003 · 
2005 · 
2007 · 
2009 · 
2011 · 
2013 · 
2015 · 
2017 ·
2019 ·
2021 ·
2023